# Hisychius minor
Hisychius minor är en insektsart som beskrevs av Giglio-tos 1898. Hisychius minor ingår i släktet Hisychius och familjen Romaleidae. Inga underarter finns listade i Catalogue of Life.